# Mowa prosta
Mowa prosta (prosty jazyk, prostaja mowa/простая мова) – potoczne określenie gwar północno-zachodnich obszarów dialektycznych języka białoruskiego z pogranicza bałtycko-słowiańskiego (polsko-litewsko-łotewsko-białoruskiego) z licznymi polonizmami, rusycyzmami i lituanizmami, stosowanych głównie przez Białorusinów i Polaków Grodzieńszczyzny, Sokólszczyzny(oraz Polaków na Białorusi) i Wileńszczyzny.
Mowa prosta jest używana w codziennej komunikacji na terenach wiejskich (jako język domowy i rozmów z sąsiadami), nie jest stosowana we wzniosłych okazjach, oficjalnych publikacjach lub literaturze. Jest językiem codzienności i prostego ludu, który jest przeciwstawiany językom literackim (np. białoruskiemu, rosyjskiemu i polskiemu). Charakteryzuje się nierzadko wpływami polskiego i rosyjskiego, dzięki czemu umożliwia porozumiewanie się między narodami. Mowa prosta jest niemalże identyczna pod względem morfologii, leksyki oraz gramatyki z literackim językiem białoruskim, aczkolwiek użytkownicy często nie mają świadomości przynależności lingwistycznej swojej gwary, lub też niechętnie reagują na łączenie jej z językiem białoruskim, głównie ze względu na ich polską identyfikację narodową. Obecnie stosowana jest przede wszystkim przez starsze pokolenie i wśród młodzieży wypierana przez język rosyjski (na Białorusi i Litwie) oraz polski (w Polsce). Po II wojnie światowej mowa prosta była tępiona przez władze jako język wiejski o niskim prestiżu społecznym, co spowodowało wśród dużego odsetka ludności posługującej się tym dialektem niechęć do jego publicznego używania i przekonanie o jego niższości wobec polszczyzny literackiej.

## Przykład użycia
| Mowa prosta | Język białoruski (taraszkiewica) | Język polski |
| --- | --- | --- |
| Maci lubiła hladzieć na maki. Jany raśli bieraham żyta. Lubiła hladzieć na pryrodu, kali prysiadała adpaczyć na łaǔcy pad waknom. Jana zachaplałasa naszym krajawidam. Pad samym waknom było świsłaczanskaja pole (daǔno jaho nima i ni budzia; i naszaho taho wakna nima i ni budzia) i byli tyja maki. Maci piarażyła dźwie wajny i kroǔ baczyła, swaju i czużuju. Ali maki heta maki. Krasata. Mój spicz ja zaczała ad makaǔ, bo czamu nie. | Маці любіла глядзець на макі. Яны расьлі берагам жыта. Любіла глядзець на прыроду, калі прысядала адпачыць на лаўцы пад вакном. Яна захаплялася нашым краявідам. Пад самым вакном было сьвіслачанскае поле (даўно яго няма і не будзе; і нашага таго вакна няма і не будзе), і там былі тыя макі. Маці перажыла дзьве вайны і кроў бачыла, сваю і чужую. Але макі гэта макі. Прыгожасьць. Мой спіч я зачала з макaў, бо чаму не. | Mama kochała patrzeć na maki. Rosły one nad brzegiem żyta. Kochała patrzeć na przyrodę, kiedy siadała odpocząć na ławce pod oknem. Zachwycała się naszym krajobrazem. Pod samym oknem było świsłoczańskie pole (dawno go nie ma i nie będzie; i tego naszego okna nie ma i nie będzie) i były te maki. Mama przeżyła dwie wojny i widziała krew, swoją i cudzą. Ale maki to maki. Coś pięknego. Swoje przemówienie zaczęłam od maków, bo czemu nie. |